# Der Doktor – Ein gewöhnlicher Patient
Der Doktor – Ein gewöhnlicher Patient (Originaltitel: The Doctor) ist ein US-amerikanisches Filmdrama von Randa Haines aus dem Jahr 1991 mit William Hurt in der Hauptrolle. Angelehnt an die Autobiografie von Edward E. Rosenbaum Der Doktor. Ein Arzt wird Patient aus dem Jahr 1981 schrieb Robert Caswell das Drehbuch.

## Handlung
Dr. Jack McKee ist ein erfolgreicher Chirurg in einem angesehenen US-Krankenhaus. Er witzelt während der Operationen über seine Patienten („Reparaturen“), flachst mit den Kollegen, macht sich über den mitfühlenden HNO-Chirurgen Dr. Eli Blumfield lustig und neckt Casanova-artig seine Mitarbeiterinnen. Den Ärzten in Ausbildung rät er zum distanzierten Behandeln der Patienten, weil Gefühle Zeit kosten. Die Patienten demütigt er durch Frotzeleien über ihre Krankheiten. Seiner Frau Ann und seinem Sohn Nicky hat er sich entfremdet.
Wegen leichter Halsschmerzen konsultiert Jack seinen alten Hausarzt, der außer einer kleinen Schwellung an den Stimmbändern nichts feststellt. Ratschläge hört sich Jack an, beherzigt sie aber nicht. Nach einem abendlichen Termin auf dem Nachhauseweg bekommt Jack einen blutigen Hustenanfall. Ann macht sich große Sorgen, Jack beschwichtigt sie. Er entschließt sich dann doch, eine Kollegin im Krankenhaus, die HNO-Spezialistin Dr. Leslie Abbot, in seinen Hals schauen zu lassen. Jack ist überrumpelt von ihrem geschäftsmäßigen Verhalten und dass sie ihn nicht als gleichgestellten Kollegen, sondern nur als Fall unter anderen sieht. Dr. Abbott stellt einen bösartigen Tumor an den Stimmbändern fest, listet das weitere Vorgehen auf und lässt Jack sprachlos mit der Diagnose sitzen.
Im weiteren Verlauf der Krankheit erlebt Jack seine Krebsbehandlung wie jeder andere Patient in diesem Krankenhaus: Ärzte und Krankenhauspersonal sprechen über ihn, als wäre er nicht da, reden mit ihm wie mit einem Kleinkind, erklären nicht, was sie gerade mit ihm tun. Seine Empörung bewirkt nichts. Nach der Biopsie noch halb betäubt, muss er hilflos wegen einer Verwechslung einen Einlauf über sich ergehen lassen. Dazu kommt noch das Problem seines Kollegen Dr. Murray Caplan, der einen Arztfehler vertuschen möchte und von Jack eine Aussage zu seinen Gunsten erwartet.
Während seiner nun täglichen Bestrahlungen lernt Jack andere Krebspatienten kennen. Mit der sterbenskranken June Ellis freundet er sich allmählich an. Aus dem pöbelnden, überheblichen Doktor voller Selbstmitleid wird langsam durch Gespräche mit June ein nachdenklicher und empathischer Mensch, er erträgt keine die Patienten erniedrigenden Witzeleien der Ärzte mehr. Die Freundschaft zu June wird tiefer, sie machen zusammen einen spontanen Ausflug nach Nevada, was Jacks Frau Ann tief verletzt, da Jack bisher ihre Hilfsangebote und ihr Mitgefühl immer ablehnte. Weil Junes Hirntumor durch ärztliche Fehler und Sparmaßnahmen zu spät entdeckt wurde, möchte Jack auch nicht mehr für seinen Kollegen Murray aussagen, sondern forscht stattdessen in der Akte des betroffenen Patienten Mr. Richards, in der klar ein Fehler Murrays belegt ist.
Vom Radiologen Dr. Reed erfährt Jack, dass sein Tumor durch die Bestrahlung nicht kleiner geworden ist. Im Gegenteil: Weil er gewachsen ist, will Dr. Abbott ihn operieren. In einem Telefongespräch nebenbei bezeichnet sie Jack als „der Kehlkopf“, andere Patienten benennt sie ebenfalls nur nach ihren zu operierenden Organen. Am nächsten Tag verlangt Jack seine Krankenakte von Dr. Abbott und bittet stattdessen Dr. Blumfield, ihn zu operieren. Dieser plant Jack für den darauffolgenden Tag für die OP ein, an dem er eigentlich frei hat. Später hat Jack zum ersten Mal seit langer Zeit ein ansatzweise klärendes Gespräch mit Ann. June stirbt wenig später im Krankenhaus.
Die Operation verläuft sehr gut, Jack wird bald entlassen, darf aber erst einmal nicht sprechen. In der Zeit der Rekonvaleszenz zuhause gerät er trotz seiner Stummheit mit Ann in einen Streit, der der Beginn einer Versöhnung und Wiederannäherung ist.
Der Film endet damit, dass Jack wieder als Chirurg operiert, sich liebevoll um seine Patienten kümmert und versucht, den Ärzten in Ausbildung eine empathische Arbeitsweise beizubringen. Eines Tages wird ihm nach einer OP ein Brief überbracht: Er ist von June, die ihm kurz vor ihrem Tod eine rührende und ermutigende Botschaft geschrieben hat.

## Trivia
Ursprünglich war Warren Beatty für die Hauptrolle im Gespräch. Haines entschied sich dann jedoch für William Hurt.

## Kritiken
Franz Everschor bewertet den Film in der Zeitschrift „Filmdienst“ mit kleinen Abstrichen durchgängig positivː 

„Die Regisseurin Randa Haines hat schon mit ‚Gottes vergessene Kinder‘ bewiesen, daß sie in der Lage ist, ein emotional hoch aufgeladenes Sujet ohne ausufernde Sentimentalität zu verfilmen. Mit ‚Der Doktor‘ leistet sie noch bessere Arbeit. Wie leicht diese Story in den Sumpf eines unerträglichen Melodrams hätte abrutschen können, wird einem erst richtig klar, wenn man das Kino schon verlassen hat. Der Film selbst läßt einem in seiner unpathetischen Faszination kaum Zeit, andere Möglichkeiten der Inszenierung zu reflektieren. Bis auf die Schlußszenen zwischen McKee und seiner Frau, in denen Haines den Gefühlen ein bißchen freien Lauf läßt, hält sie ihre Schauspieler unter so disziplinierter Kontrolle, daß die ‚Botschaft‘, die der Film vermitteln will, nicht in sirupartigen Emotionen erstickt wird...“

Janet Maslin äußert sich in der New York Times teils lobend, teils kritisch über den Film. Sie würdigt besonders das Spiel William Hurts und die Szenen im Krankenhaus mit Mandy Patinkin, Adam Arkin, Wendy Crewson und Zakes Mokae, bemängelt aber das konventionelle Ende, die zeitweise Sentimentalität der Geschichte und die unausgeformten Charaktere der Nebendarsteller.

„William Hurt has an exceptionally wide range on the confidence scale, an ability to move from utter self-assurance to quiet terror that such superiority might crumble. He shows this off to exceptionally good effect in "The Doctor," [...]. The film's ultimate concessions to the sanctity of family life strain credulity in a way that its clear, compelling depictions of illness do not.“

„William Hurt besitzt ein außergewöhnlich breites Spektrum auf der Selbstvertrauensskala, eine Fähigkeit, die von völliger Selbstsicherheit zu leisem Schrecken übergeht, eine solche Überlegenheit könnte zusammenbrechen. In „Der Doktor – Ein gewöhnlicher Patient“ [...] zeigt er dies außerordentlich gut. [...] Die ultimativen Zugeständnisse des Films an die Heiligkeit des Familienlebens belasten die Glaubwürdigkeit auf eine Weise, wie es seine klaren, überzeugenden Darstellungen von Krankheiten nicht tun.“

## Auszeichnungen
Der Film erhielt die Auszeichnung „Best Family Feature Film – Drama“ bei den Young Artist Awards 1992.